# Адріан Брауер
Адріан Брауер (нід. Adriaen Brouwer; 1605, Ауденарде — січень 1638, Антверпен) — фламандський живописець. Учився в Голландії, мабуть, у Франса Галса (Frans Hals). Із 1631 року працював в Антверпені.

## Загальна характеристика творів
В невеликих жанрових картинах Брауер реалістично відображав драматичні сцени з життя селян і плебейських верств міста та малював краєвиди рідного краю. Найкращі твори Брауера відзначаються гострістю характеристик, експресією, композиційною і колористичною майстерністю.

## Портрет пензля ван Дейка
Був період, коли Антонісу ван Дейку було так погано, що він написав заповіт (після смерті батька та обирання трьома сестрами долі черниць). Від стресів лікувала робота. Тоді Антоніс і напланував зробити портрети своїх видатних співвітчизників. Писати олійними фарбами здалося довгим навіть ван Дейку. І він звернувся до офортів і інших технік гравюр. До переліку обраних потрапили художники, поети, державні діячі, музиканти. Серія отримала назву «Іконографія Ван Дейка», а кількість аркушів — ста дев'яноста. Не всі офорти зробив власноруч Ван Дейк, їх допрацьовували інші гравери.
Імовірно, з цього періоду й грізайль-портрет мандрівного художника Адріана Брауера. Поряд з вихованим і елегантним, як шляхтич, ван Дейком — незаможний жебрак Брауер — повна противність. Але серія — панегірик, присвячена видатним сучасникам, не могла мати зображення прихильника шинків і борделів. І ван Дейк, якому навряд чи позував незаможний митець, наділив того власними перевагами, подавши розкішно вдягненим, гордовитим кабальєро, наблизивши зображення до умовного ідеалу. Грізайль призначалася для переведення у гравюру.

## Канва біографії
Не всі сторінки життя художника відомі достеменно. Не дійшли відомості про день народження і хрестини. Був родом з родини ремісника. Фландрія — країна розвиненого виробництва текстилю та мережива, а також сюжетних килимів-аррасів. Одним з центрів виробництва декоративних килимів і був Оденарде. Батько якраз і заходився коло створення картонів для майбутніх килимів (ескізи для гобеленів). Тому логічно припускати, що саме в майстерні батька він почав опановувати художнє ремесло.
У 16 років по смерті батька переїжджає до Антверпену. Тут зазнав впливу творчості Пітера Брейгеля Молодшого, починає створювати жанраві сценки у дусі старого фламандського живопису, а також карикатури. У 1625 році був вже в Амстердамі. Зафіксоване перебування молодого художника у 1626 році на півночі Нідерландів у місті Гарлемі. За припущеннями, він був учнем ще одного фламандця-емігранта, що мешкав і працював у Гарлемі — Франса Галса, в якого вчився зображувати людину великим планом. В Гарлемі окрім живописом захопився театром та літературою. Його прийняли до Гарлемської гільдії риторів. Через п'ять років Адріан Брауер повернувся до Фландрії і оселився в відомому художньому центрі — місті Антверпен, де затоваришував з Рубенсом. 1630 року його як майстра прийняли до антверпенської гільдії Св. Луки.
Серед його учнів був Йос ван Красбек (бл. 1605/1606 — бл. 1662).
Художник не зробив значної адміністративної чи художньої кар'єри, не здобув статків і з 1634 до січня 1638 року мешкав у чужій домівці антверпенського гравера Паулюса Понтіуса.
Мандрівний художник наробив боргів і якийсь час у 1632 році перебував під судом, від ув'язнення Бауера врятували Рубенс та Рембрандт, які купили його 17 й 8 картин відповідно. Неспокійної вдачі, він чимось нагадував фактами власної біографії долю бандиткуватого Караваджо. У 1633 році заарештували у звинуваченні у шпигунстві. Провів 7 місяців у тюрмі Антверпену. Алей тут продовжував займатися живописом, а тюремний кухар став учнем Бауера. За припущеннями помер в Антверпені під час чуми в січні 1638-го. Поховали як жебрака. Трохи пізніше отямилася гільдія Св. Луки й силами керівництва тіло перепоховали на цвинтарі церкви кармелітів.

## Післямова

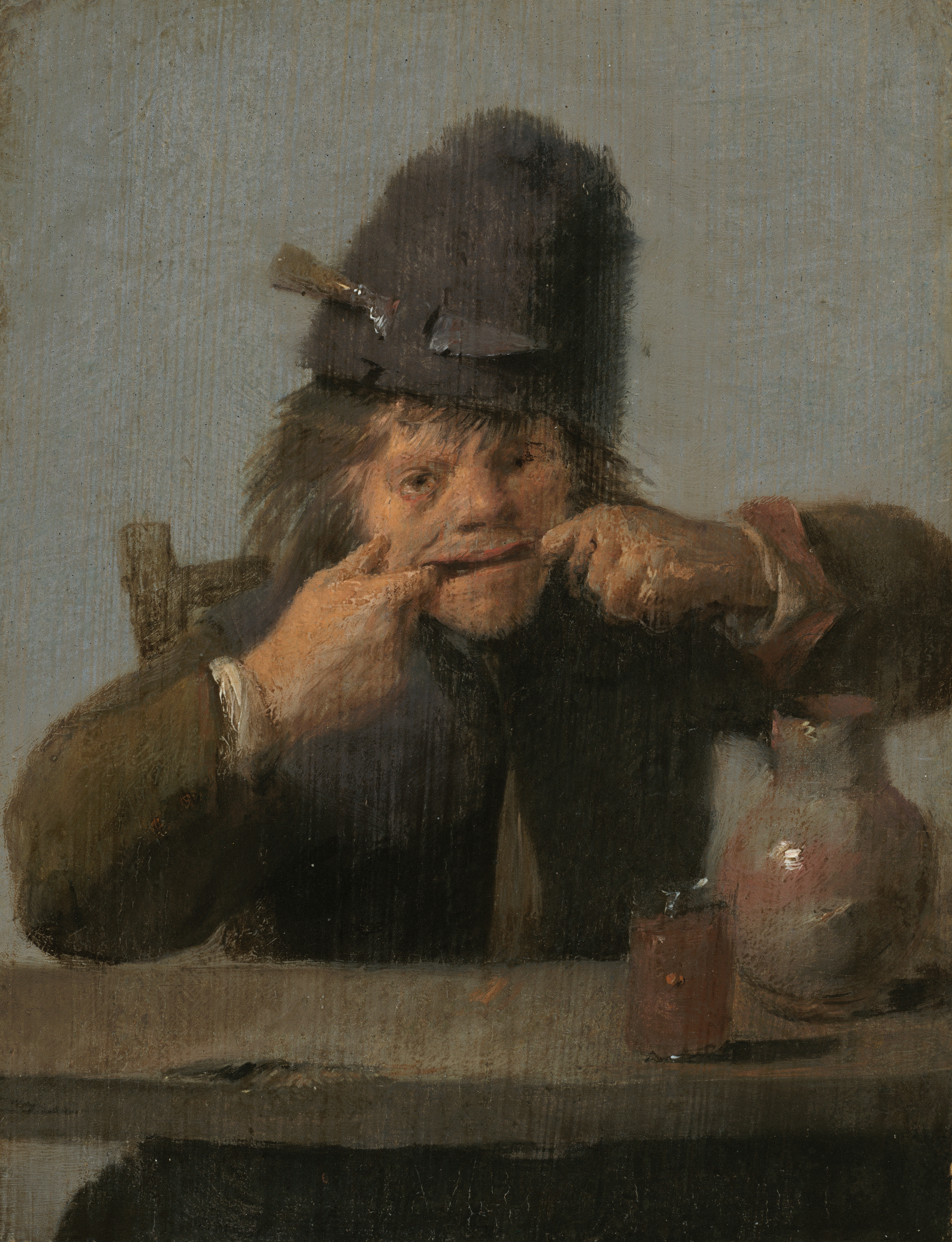
«Витівки в шинку».

Перебування за межами Фландрії докорінно змінило художню манеру митця, надзвичайно далеку від яскравої, барокової стилістики фламандських художників. Адже з еміграцією увірвалась більшість соціальних зв'язків художника, що всмоктав плебейські смаки митців голландського бюргерства. Адріан Брауер — сучасник духовно розвинених і талановитих художників, поетів, акторів комор риторів, священіків. Але годі й шукати їх серед персонажів картин митця.
Герої картин Адріана Брауера — дрібні авантюристи, шарлатани, гопники (шпана), здатна пограбувати, програти в карти здобуте майно, махлювати і пиячити під час гри, викрити шулера, а потім вчинити бійку. Серед них марно шукати творчі натури чи особи інтелектуальні та порядні. Персонажі картин Брауера не викликають ні співчуття (на противагу персонажів харлемця Яна Стена), ні поваги, як не можуть викликати поваги прихильники шинків, «друзі» горілки, дрібний криміналітет чи психопати. Вони марнують як власне, так і чуже життя. На вподоби фламандців, де не було розвиненого бюргерства, а переважала орієнтація на витончене мистецтво, на аристократизм, картини реемігранта мали риси чужоземного, екзотичного світогляду. Це добре відчував Пітер Пауль Рубенс, бо маленькі твори Адріана Брауера були надзвичайно несхожі на картини митців антверпенської майстерні Рубенса. Брауер іноді просто знущався з їхніх уподобань. Рубенс був серед тих, хто придбав декілька картин невиправного гульвіси для власних мистецьких збірок.

## Брутальні й еротичні твори Брауера

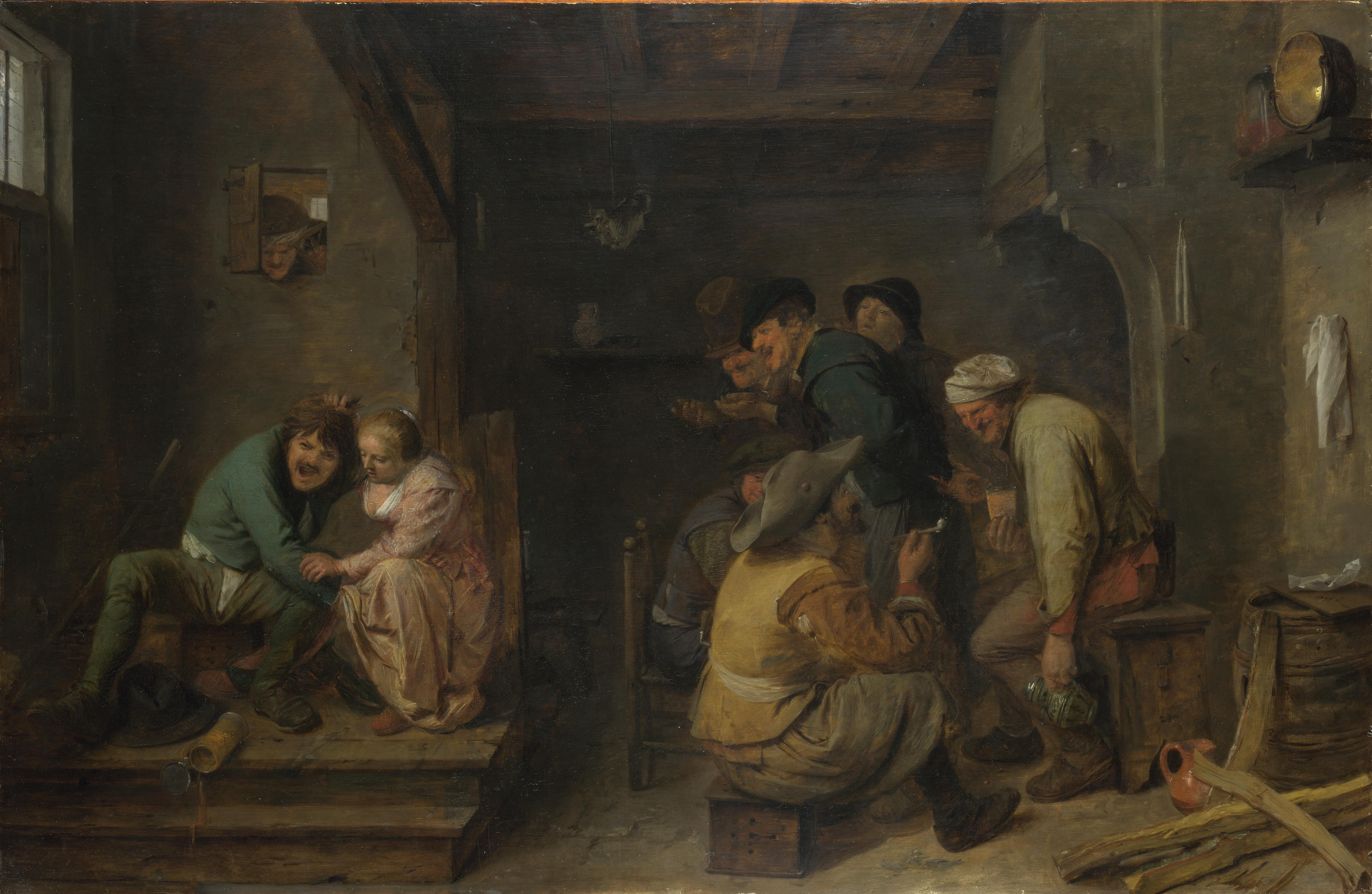
«Сцена в шинку»

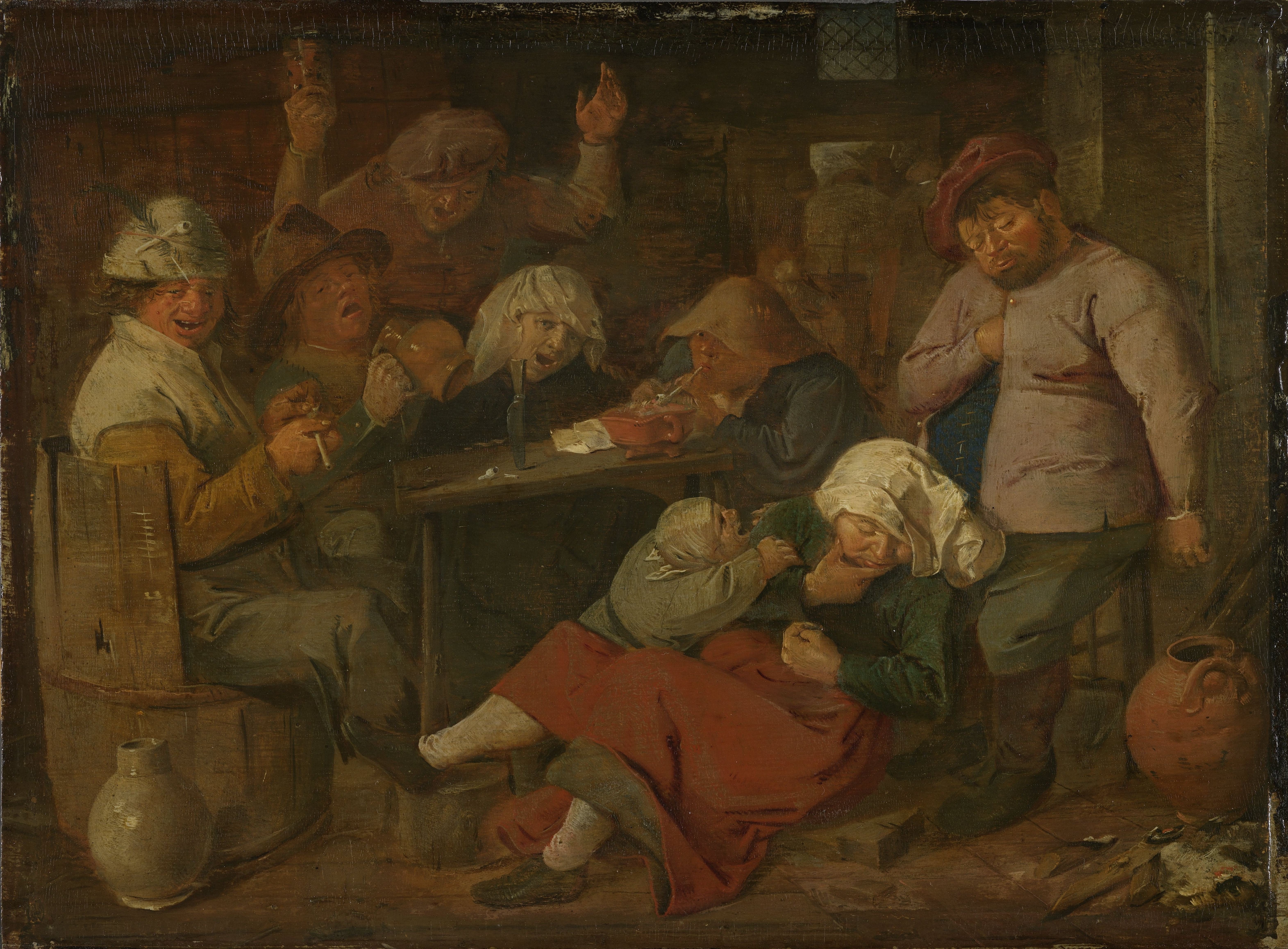
«Сільські п'яниці»
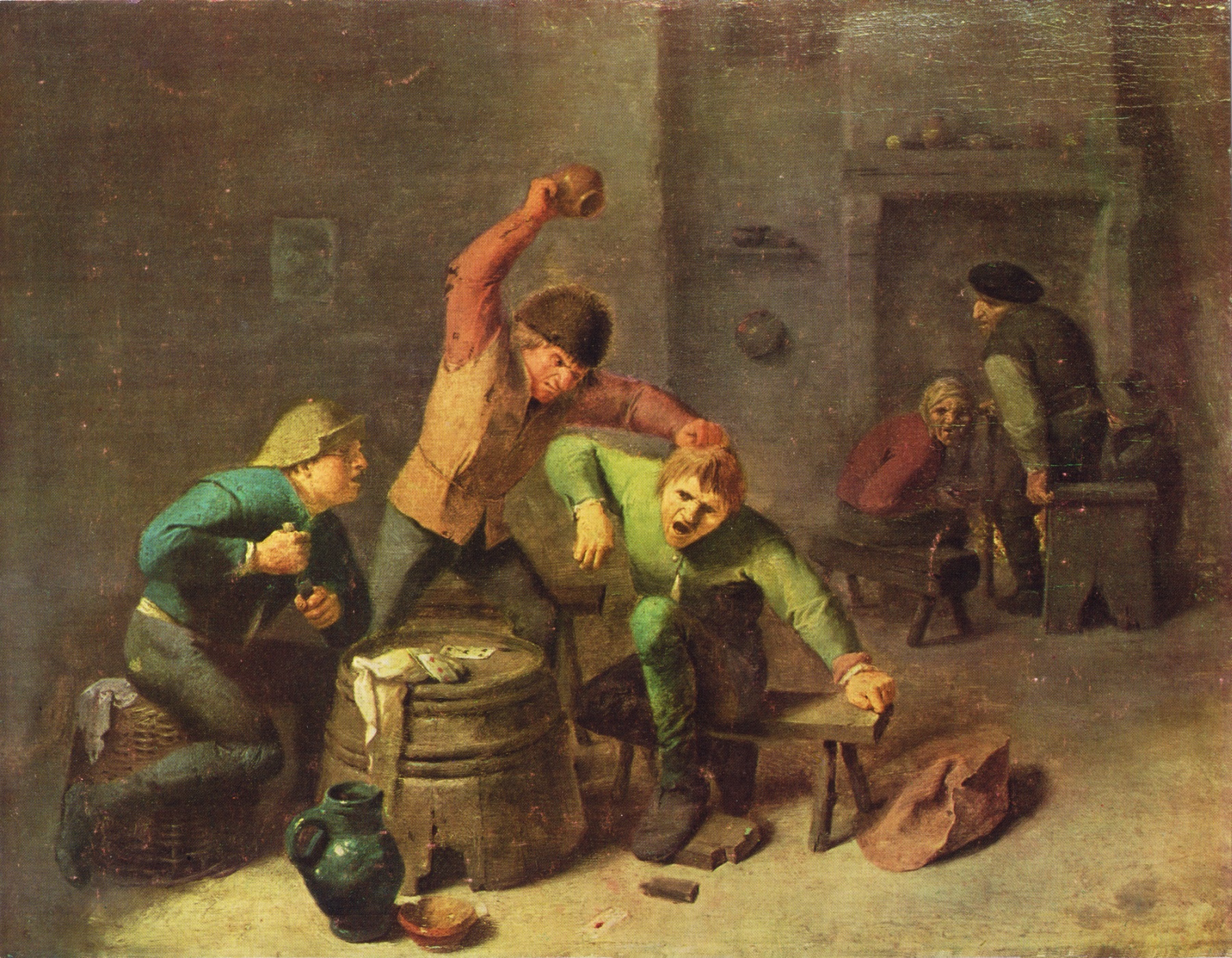
«Бійка за картами»
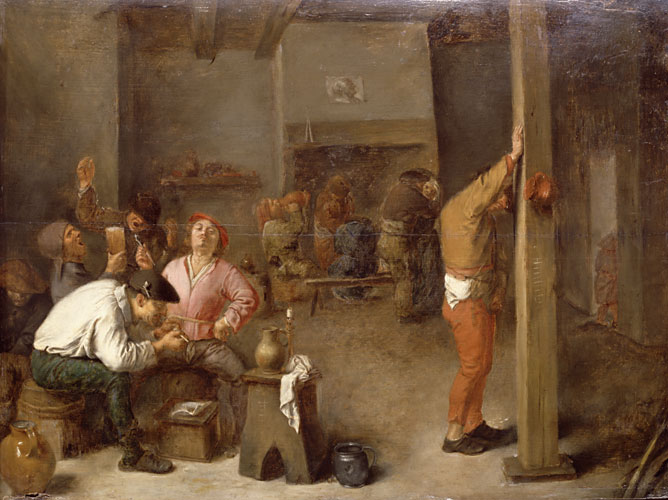
«Наслідки випитого в шинку»
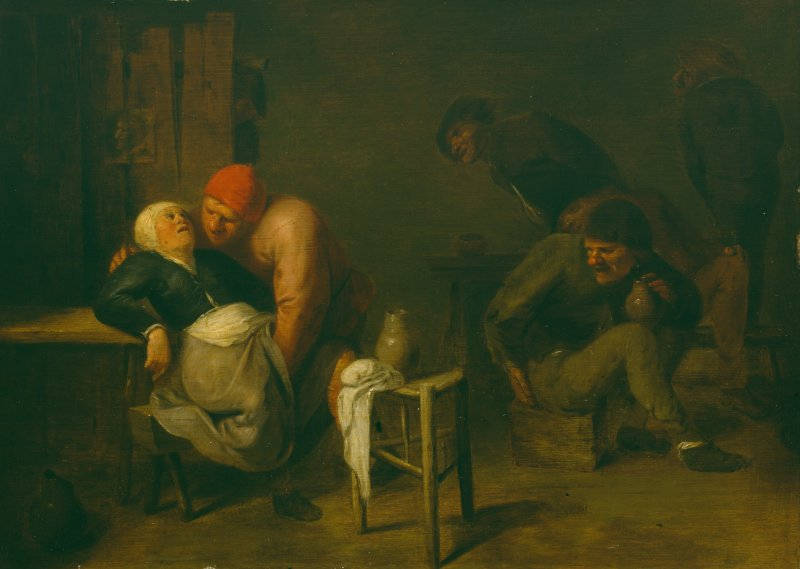
«Сільські забави»

## Вибрані твори

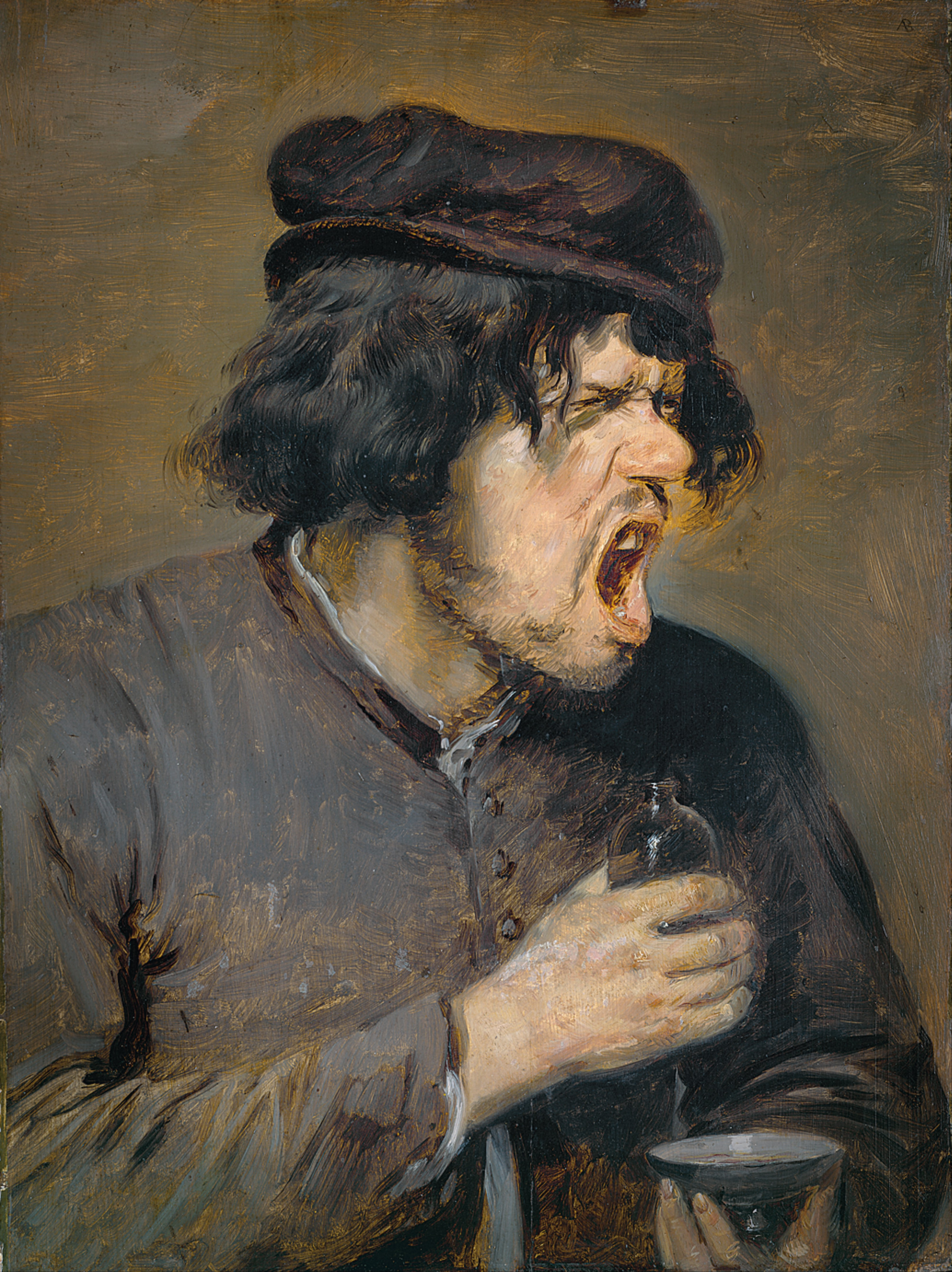
«Гіркий напій»

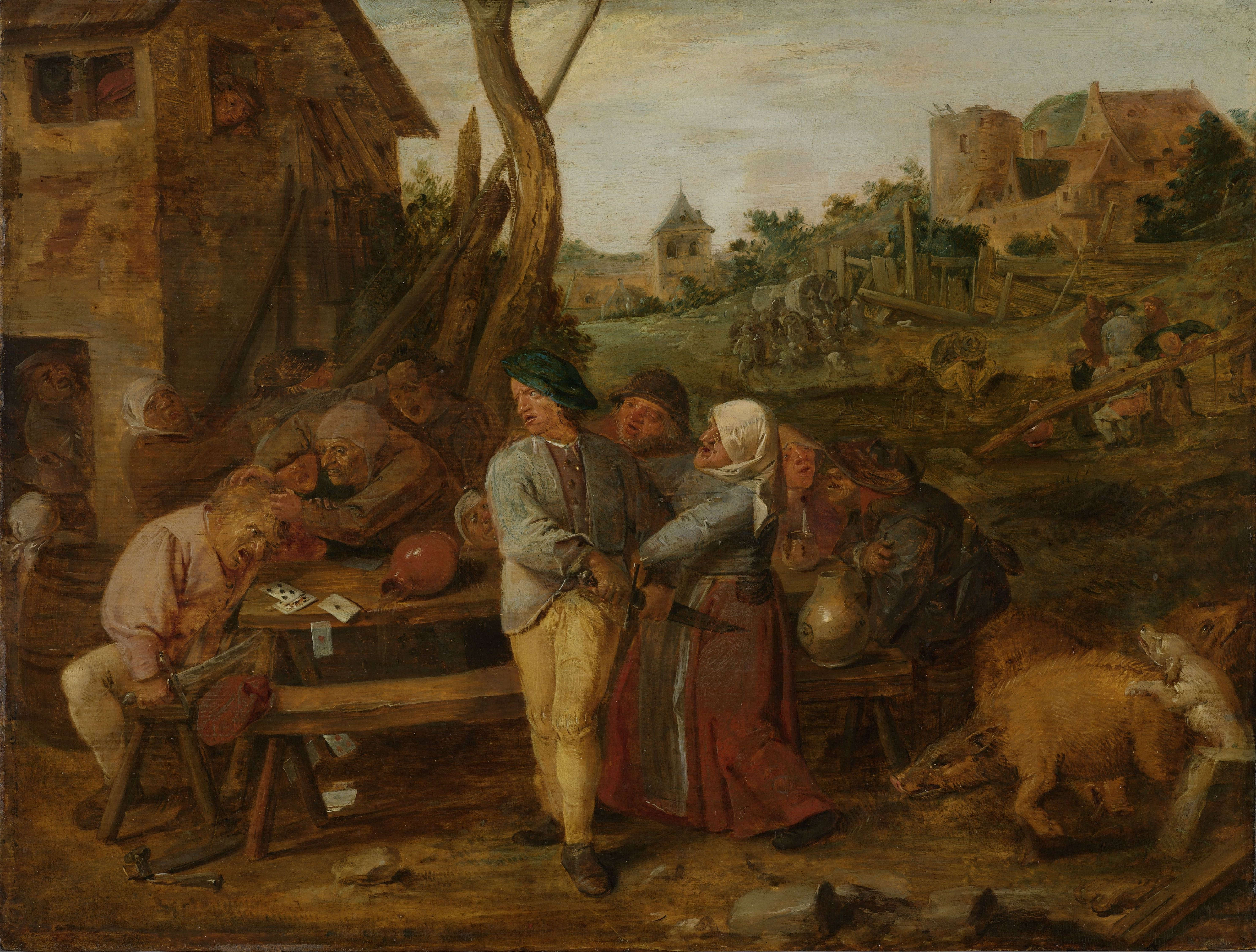
«Ножі як аргумент в картярській грі»

- «В шинку», 1624, Музей Бойманс ван Бенінген, Роттердам
- «Ян де Доод», 1630, Музей Бойманс ван Бенінген, Роттердам
- «Селянська сцена з випивохами», бл.1635, Музей Тиссена-Борнемісса, Мадрид
- «Флейтист», Королівські музеї витончених мистецтв (Брюссель)
- «Селяни грають в нарди», Лейпціг
- « Шинок в селі», Музей Бредіус, Гаага
- «Гравці в карти», Королівський музей витончених мистецтв (Антверпен)
- «Двійка селян», Ашмолеан музей, Оксфорд
- «Пейзаж з дюнами», Музей історії мистецтв, Відень
- «Гравці в карти», Стара Пінакотека, Мюнхен
- «Сільська лазня», Стара Пінакотека, Мюнхен
- «В шинку», Стара Пінакотека, Мюнхен
- «Пейзаж з дюнами в місячному сяйві», Берлін
- «Бійка селян», Музей образотворчих мистецтв імені Пушкіна, Москва
- «Міцна горілка», Штеделівський інститут,Франкфурт на Майні
- «Курці», Музей мистецтва Метрополітен, Нью-Йорк
- «Селянин з птахом», Музей мистецтва Метрополітен, Нью-Йорк
- «Сцена в шинку», Національна галерея (Лондон)
- «Четверо селян в підвалі», Національна галерея (Лондон)
- «Сцена в шинку», Ермітаж, Санкт-Петербург
- «Шарлатан в селі», Ермітаж, Санкт-Петербург
- «Курець», Державний музей (Амстердам)
- «Операція на спині», Штеделівський інститут, Франкфурт на Майні